# Viktoras Muntianas
Viktoras Muntianas (ur. 11 listopada 1951 w Mariampolu) – litewski polityk, inżynier budownictwa, działacz samorządowy, poseł na Sejm, przewodniczący Sejmu w latach 2006–2008.

## Życiorys
W 1978 ukończył studia na wydziale budownictwa w Wileńskim Instytucie Inżynierii Budownictwa. W latach 1985–1987 studiował w wyższej szkole partyjnej w Wilnie.
W latach 1978–1979 był pracownikiem naukowym w instytucie naukowo-badawczym budownictwa i architektury. W okresie 1979–1985 pracował na różnych stanowiskach (od mistrza do naczelnego inżyniera) w kombinacie budowlanym w Kownie. Od 1986 pełnił funkcję wiceprzewodniczącego rejonowego komitetu wykonawczego w Kiejdanach. Do 1989 był członkiem Komunistycznej Partii Związku Radzieckiego.
W 1990 objął funkcję naczelnika rejonu kiejdańskiego, którą pełnił do 1993. W latach 1994–1996 był kierownikiem filii Ūkio bankas w Kiejdanach, a w latach 1996–1997 wiceprezydentem koncernu Vikonda. Przez kolejne lata (1997–2004) ponownie działał w samorządzie Kiejdan, jako członek rady i mer gminy.
W 2003 brał udział w zakładaniu Partii Pracy. Został zastępcą jej przewodniczącego Viktora Uspaskicha. W wyborach w 2004 jako kandydat tego ugrupowania został wybrany posłem na Sejm. 13 kwietnia 2006 powołano go na urząd przewodniczącego Sejmu. Zastąpił na tym stanowisku odwołanego Artūrasa Paulauskasa. Na początku maja 2006 w wyniku konfliktu z Viktorem Uspaskichem wraz z grupą deputowanych wystąpił z Partii Pracy i założył własne ugrupowanie pod nazwą Partia Demokracji Obywatelskiej. 14 maja 2006 został jej przewodniczącym.
W związku z zarzutami o korumpowanie urzędnika administracji kowieńskiej 31 marca 2008 zrezygnował z funkcji przewodniczącego parlamentu, a następnego dnia jego dymisja została przyjęta przez Sejm. Złożył również dymisję ze stanowiska szefa partii. 4 kwietnia 2008 został członkiem frakcji Litewskiej Partii Socjaldemokratycznej. 8 lipca tego samego roku prokurator przedstawił mu zarzuty nadużycia stanowiska służbowego i fałszowania dokumentów. Wcześniej Sejm uchylił jego immunitet poselski.
W wyborach parlamentarnych w 2008 bez powodzenia ubiegał się o mandat poselski, przegrywając w okręgu jednomandatowym w drugiej turze z kandydatką swojej poprzedniej partii.
W 2009 powrócił do działalności w sektorze prywatnym, został wicedyrektorem generalnym w spółce "Agrochemos mažmena". W 2010 wstąpił do Ruchu Liberalnego Republiki Litewskiej, a rok później z ramienia tego ugrupowania wszedł w skład rady rejonu kiejdańskiego, utrzymując mandat również w 2015.